# Barão de Itapajipe
Barão de Itapajipe é um título nobiliárquico brasileiro criado por decreto de 12 de dezembro de 1825, por D. Pedro I do Brasil, em favor a Ana Romana de Aragão Calmon.
Titulares
1. Ana Romana de Aragão Calmon – primeira e única condessa de Itapajipe;
2. Francisco Xavier Cabral da Silva – filho da anterior;
3. Francisco Xavier Calmon Cabral da Silva – filho do anterior.